# Gęsiówka macedońska

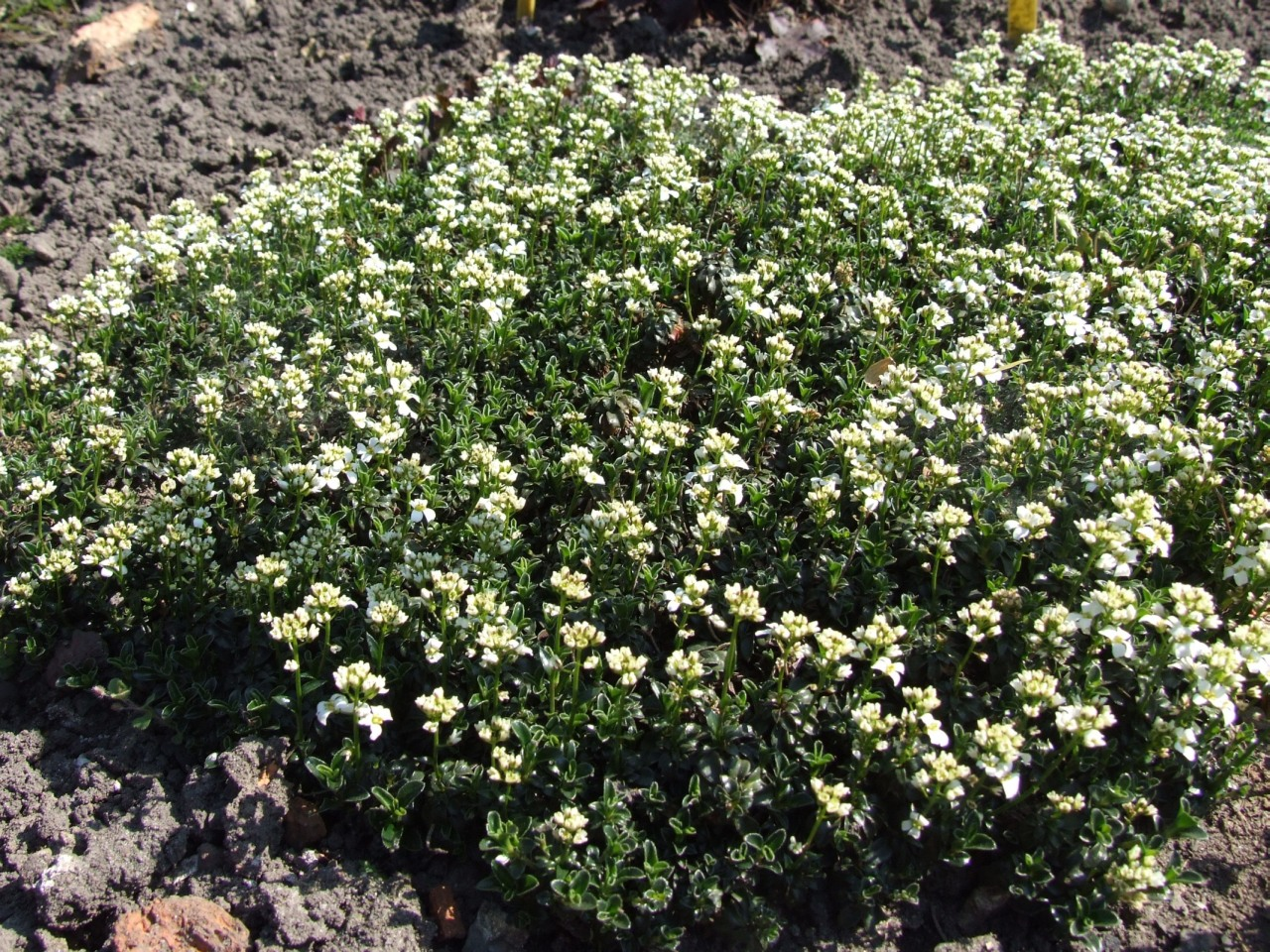
Kobierzec gęsiówki macedońskiej

Gęsiówka macedońska, g. wczesna (Arabis ferdinandi-coburgii) – gatunek byliny należący do rodziny kapustowatych. Pochodzi z Europy Południowej (Bułgaria, Rumunia. Macedonia). W Polsce jest uprawiana jako roślina ozdobna.

## Morfologia
PokrójDrobna roślina tworząca luźne kobierce o wysokości do 4 cm. Pędy kwiatowe mają wysokość do 10 cm.
LiścieUlistnienie skrętoległe. Liście odwrotnie jajowate o piłkowanych brzegach, szarozielone, błyszczące, gładkie. Są zimozielone.
KwiatyPromieniste, drobne, 4-krotne, białe, zebrane w luźne grona. Kwitnie wczesną wiosną, jej kwiaty nie przedstawiają większej wartości ozdobnej.

## Zastosowanie
Roślina ozdobna nadająca się do ogrodów skalnych i jako roślina zadarniająca. Szczególnie dobrze komponuje się pomiędzy kamieniami i na murkach.

## Uprawa
- Wymagania. Nie ma specjalnych wymagań co do gleby, rośnie na każdej przepuszczalnej glebie. Jest wystarczająco mrozoodporna, ale wskazane jest okrycie jej na zimę gałązkami iglaków. Nie należy natomiast stosować okrycia liśćmi, czy ściółką, gdyż może gnić pod warstwą takiego okrycia. Wymaga stanowiska słonecznego.
- Rozmnażanie. Głównie przez podział rozrośniętych darni.

## Odmiany
- 'Variegata' – o biało obrzeżonych liściach, czasami występują liście zupełnie pozbawione chlorofilu. Pojawiające się rośliny o zielonych liściach najlepiej usuwać, gdyż rosną szybciej od biało wybarwionych i szybko je zagłuszają.
- 'Old Gold' – odmiana o złotożółto obrzeżonych liściach